# Голубянка черноватая
Голубянка черноватая или голубянка сумрачная или голубянка навзитой или голубянка навситой (Phengaris nausithous) — вид бабочек из семейства голубянки.

## Этимология латинского названия
Навсифой (греческая мифология) — первый царь феаков на острове Схерия, отец Алкиноя.

## Описание
Характеризуется выраженным половым диморфизмом. Длина переднего крыла 15—19 мм, размах крыльев 31—36 мм. Крылья самцов на верхней стороне — тёмно-фиолетово-синие с широкой бурой каймой у костального и наружного краев. На синем поле четко выделяются черноватое пятно на дискальной жилке и 3—4 узких пятна постдискального ряда. Рисунок на задних крыльях такой же, но пятна при этом обычно редуцированы. Верхняя сторона крыльев самки полностью темно-бурый с едва различимым пятном на дискальной жилке, иногда имеется небольшое диффузное синее прикорневое опыление. Бахромка крыльев — светло-бурая. Рисунок нижней стороны крыльев обоих полов сходный, образован черными точками постдискального ряда и узкими серповидными пятнами на дискальных жилках. Все черные элементы окаймлены белыми кольцами. Характерным признаком, отличающим вид от сходных, является однотонный коричнево-бурый фон нижней стороны крыльев.

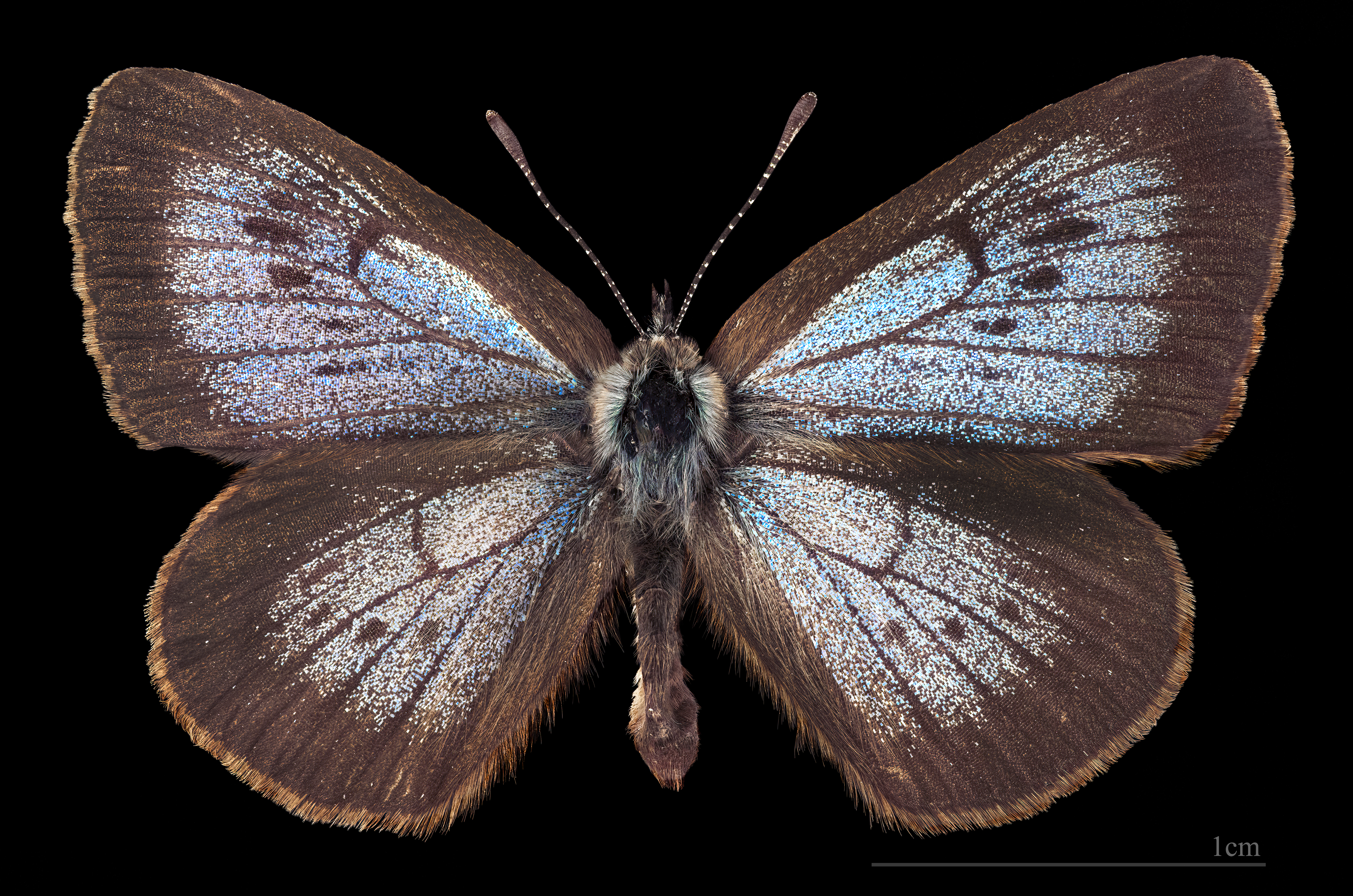
Phengaris nausithous ♂
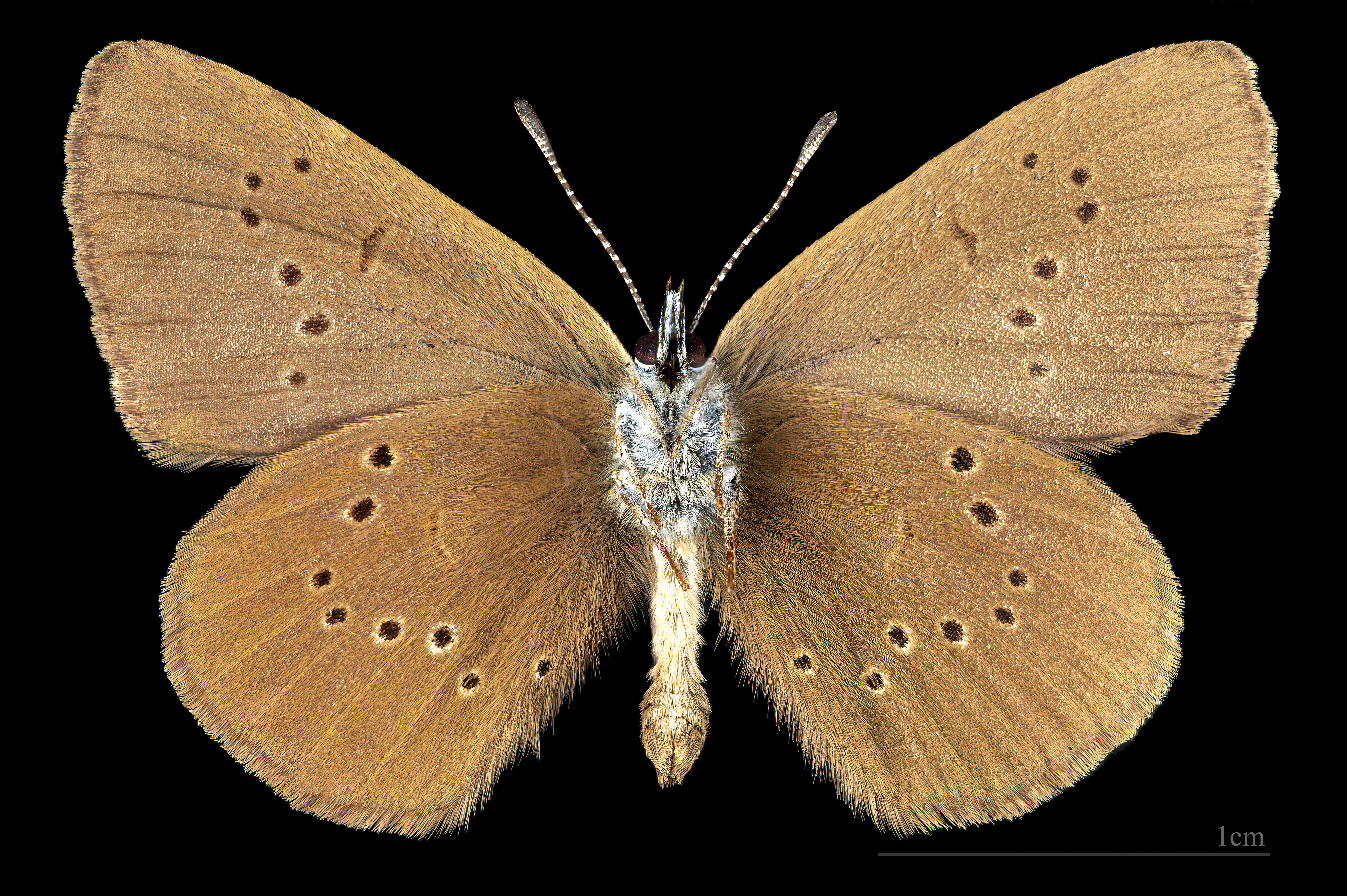
Phengaris nausithous ♂  △

## Ареал и местообитание
Северная Испания, Восточная Франция, Центральная и Восточная Европа, Кавказ, Закавказье, Турция, юг Западной Сибири, Алтай, Армения.
На Украине населяет ряд районов лесной зоны, Прикарпатья, Карпат, Подолье и Винницкой и Луганской области. Встречается локально. Крупные экземпляры с севера Украины были описаны в качестве подвида Phengaris nausithous kievensis Sheljuzhko, 1928. В Белоруссии — крайне локален, известен только из нескольких мест в Полесье в долине реки Припять и её притоков.
Обитает в южной половине Польши (отсутствует на северных склонах Карпат). Встречается в Словакии, Венгрии и в Восточных Карпатах в Румынии.
В России известен в Калужской, Московской, Владимирской областях; наиболее обычен в лесостепной зоне, в степи привязан к поймами рек или предгорьям (Южный Урал). В лесостепи России встречается в Центрально-Чернозёмном заповеднике в Курской области, в Саратовской области, на юге Пензенской и Ульяновской областей. В Волгоградской области обитает в окрестностях Варламова и Водного. В Предкавказье имеются изолированные популяции из Адыгеи и с юга Ставропольского края, где вид нередок в окрестностях Кисловодска.
Населяет разнотравные луга, остепненные склоны, луга, заболоченные лесные поляны, торфяники, разреженные дубравы луговые степи с обязательным произрастанием кормового растения — кровохлебки лекарственной.

## Биология

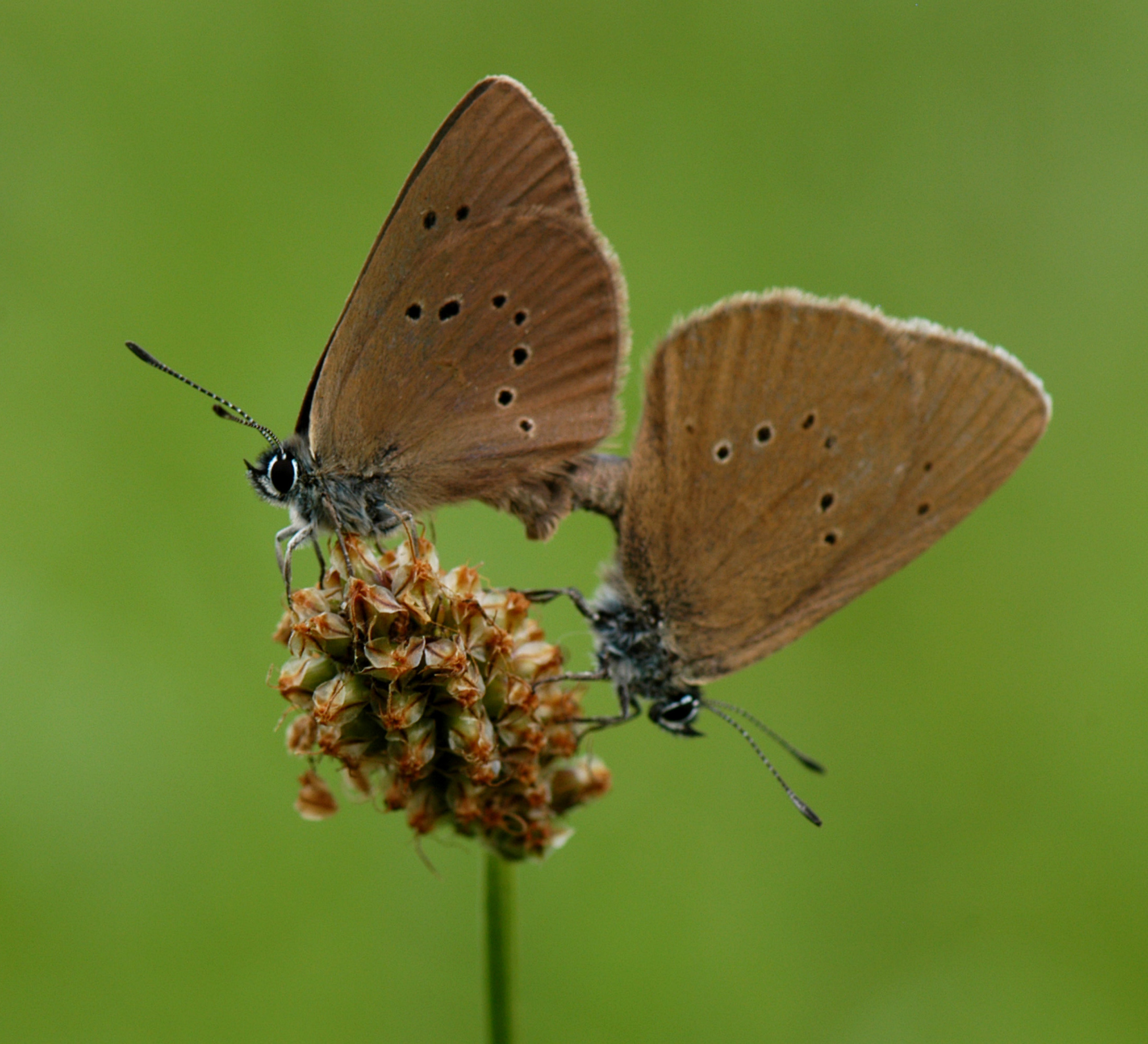
Спаривающаяся пара

Развивается в одном поколении, время лёта бабочек — с конца июня до конца августа. Самка откладывает яйца на цветы кровохлёбки. Стадия яйца длится 7-8 дней. Монофаг, кормовое растение гусениц — кровохлебка лекарственная (Sanguisorba officinalis). Гусеницы питаются цветками (антофаги), имитируя окраску соцветий кровохлебки. Развитие гусениц, как и у остальных видов рода, тесно связано с муравьями, в частности с Myrmica rubra и Formica rufa, а также Myrmica scabrinodis и Myrmica ruginodis. Зимуют в почве в гнездах муравьев, там же окукливаются. Непременным условием существования стабильной популяции вида является наличие многолетних гнезд муравьев.

## Охрана
Включен в Красную книгу Республики Беларусь (3 категория). Сведения о численности на территории страны отсутствуют. В ряде мест обитания бабочки встречаются отдельными особями. В некоторых местах в благоприятные годы вид довольно обычен. Причины сокращения численности: осушительная мелиорация, сильное закустаривание мест обитания, расширение сельскохозяйственных угодий. Охраняется в Национальном парке «Припятский».
Включен в Красную книгу Армении.
Включен в «Красную книгу Европейских дневных бабочек» с категорией SPEC3 — вид, обитающий, как в Европе, так и за ее пределами, но находящийся на территории Европы под угрозой исчезновения. Отнесен к категории исчезающих видов в Словакии, Венгрии, Франции, Чехии, Швейцарии и ряда других государств Европы; исчез в Нидерландах (с 1972 года).
В Красной книге Международного союза охраны природы (МСОП) вид имеет категорию охраны NT.
На территории России вид занесен в региональные Красные книги следующих областей: Краснодарский край, Нижегородская область, Пензенская область, Удмуртская Республика, Тюменская область, Воронежская область, Московская область, Рязанская область, Тамбовская область, Тульская область.